# Далле Мура, Кристиан
Кристиан Далле Мура (итал. Christian Dalle Mura; родился 2 февраля 2002) — итальянский футболист, защитник клуба «Фиорентина».

## Клубная карьера
Воспитанник футбольной академии «Фиорентины». 2 августа 2020 года дебютировал в основном составе «Фиорентины» в матче итальянской Серии A против клуба СПАЛ, выйдя на замену Федерико Кьезе.

## Карьера в сборной
Выступал за сборные Италии до 15, до 16, до 17, до 18 и до 19 лет.
В мае 2019 года в составе сборной Италии до 17 лет сыграл на юношеском чемпионате Европы в Ирландии. Провёл на турнире пять матчей, включая финал, в котором итальянцы проиграли сборной Нидерландов. В октябре и ноябре 2019 года сыграл на юношеском чемпионате мира в Бразилии, на котором итальянцы дошли до четвертьфинала, проиграв в нём будущему чемпиону, сборной Бразилии.